# Zaur Ramazanov
Zaur Ramazanov, né le 27 juillet 1976 à Bakou en Azerbaïdjan, est un footballeur international azerbaïdjanais, qui évoluait au poste d'attaquant.

## Biographie

### Carrière de joueur
Zaur Ramazanov dispute deux matchs en Ligue des champions, pour un but inscrit, et six matchs en Coupe de l'UEFA, pour deux buts inscrits,.

### Carrière internationale
Zaur Ramazanov compte 15 sélections avec l'équipe d'Azerbaïdjan entre 2003 et 2008. 
Il est convoqué pour la première fois par le sélectionneur national Asgar Abdullayev pour un match amical contre les Émirats arabes unis le 14 décembre 2003 (3-3). Il reçoit sa dernière sélection le 4 juin 2008 contre Andorre (victoire 2-1).

## Palmarès

### En club
- Avec le Khazar Lankaran
  - Champion d'Azerbaïdjan en 2007
  - Vainqueur de la Coupe d'Azerbaïdjan en 2007 et 2008
  - Vainqueur de la Coupe de la CEI en 2008

- Avec le Qarabağ Ağdam
  - Vainqueur de la Coupe d'Azerbaïdjan en 2009

### Distinctions personnelles
- Meilleur buteur du Championnat d'Azerbaïdjan en 2005 (21 buts) et 2007 (20 buts)